# نونو كامبوس
نونو كامبوس (بالبرتغالية: Nuno Campos‏) هو مدرب كرة قدم ولاعب كرة قدم برتغالي في مركز الوسط، ولد في 20 أبريل 1975 في لشبونة في البرتغال.

## وصلات خارجية
- نونو كامبوس على موقع قاعدة بيانات كرة القدم.إي يو (الإنجليزية)
- نونو كامبوس على موقع Soccerway.com (الإنجليزية)
- نونو كامبوس على موقع عالم كرة القدم.نت (الإنجليزية)